# HD 16175
HD 16175 ist ein etwa 200 Lichtjahre entfernter Unterriese der Spektralklasse G0 im Sternbild Andromeda. Er hat eine scheinbare visuelle Helligkeit von 7,3 mag und ist ein Vordergrundstern zum Offenen Sternhaufen Messier 34. Im Jahr 2019 hat er anlässlich des 100-Jahre-Jubiläums der Internationalen Astronomischen Union (IAU) den Namen Buna erhalten.
Der Stern hat einen spektroskopischen Begleiter mit der systematischen Bezeichnung HD 16175 b und einer Umlaufdauer von etwa 2,7 Jahren. Mit einer Mindestmasse von ca. 4,4 Jupitermassen könnte es sich bei dem Begleiter um einen Exoplaneten oder um einen Braunen Zwerg handeln. Die Exzentrizität der Umlaufbahn wird auf 0,59 ± 0,11 geschätzt; bei einer geschätzten Masse von 1,3 Sonnenmassen für den Zentralstern hat das Objekt eine große Halbachse von ca. 2,1 Astronomischen Einheiten.